# Byron Gálvez
Byron Gálvez Avilés (28 de octubre de 1941 – 27 de octubre de 2009) fue un artista mexicano, principalmente conocido por sus pinturas pero también creó esculturas, incluyendo trabajos monumentales. 

## Biografía

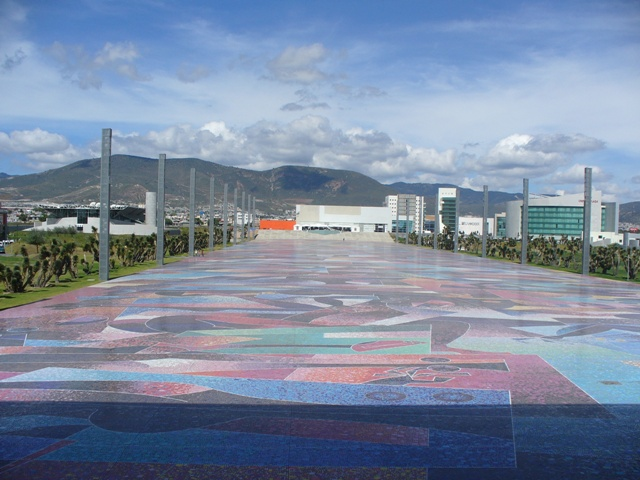
Mosaico "Homenaje a la Mujer del Mundo" del Parque David Ben Gurión en Pachuca de Soto.

Nació en Mixquiahuala Hidalgo. Su padre, quien tocaba jazz y leía (Algo fuera de lo común en esos años en el México rural) expuso a Gálvez a la cultura, aunque esto dio lugar  a un interés en el arte visual más que en la música o la escritura. Estudió arte en la Ciudad de México, pero nunca completó sus estudios. 
Antes de su primera exposición individual su trabajo fue criticado por Justino Fernández, pero todas las pinturas fueron vendidas por adelantado a los compradores extranjeros que incluyeron al actor americano;Vincent Price, quién llamó a Gálvez un “Picasso mexicano.” Desde entonces tuvo exposiciones individuales y colectivas en México, Estados Unidos y otras partes del mundo. 
Nietos:Iván Gálvez
Se concentró en la pintura, por lo que fue conocido en los 70s y 80s, pero también hizo escultura, incluyendo trabajos monumentales más tarde en su carrera. Ha sido reconocido en el Salón de la Plástica Mexicana y en el Palacio de Bellas Artes. Se han publicado dos libros sobre su vida.